# گرت هلمن
گرت هلمن (انگلیسی: Greet Hellemans؛ زادهٔ ۲۵ مه ۱۹۵۹) ورزشکار روئینگ اهل پادشاهی هلند است.
وی در مسابقات کشوری و بین‌المللی در مجموع برندهٔ ۱ مدال نقره، ۱ مدال برنز شده‌است.